# نوبر (نرماشیر)
نوبر، روستایی از توابع بخش روداب (دهستان روداب غربی) شهرستان نرماشیر در استان کرمان ایران است.